# Косма III (патриарх Александрийский)
Патриа́рх Косма́ III Калока́гафос (греч. Πατριάρχης Κοσμάς Γ΄ ο Καλοκάγαθος) — Папа и Патриарх Александрийский и всего Египта (5 марта 1737 — 3 июня 1746).
Был очень образованным человеком. С 28 марта 1719 по 1721 года служил митрополитом Писидийским.
5 марта 1737 года избран на Александрийский патриарщий престол. В управлении делами ему помогал архимандрит Матфей Псалт, которого Патриарх Косма и назначил себе в преемники.